# Fundamentos del veganismo

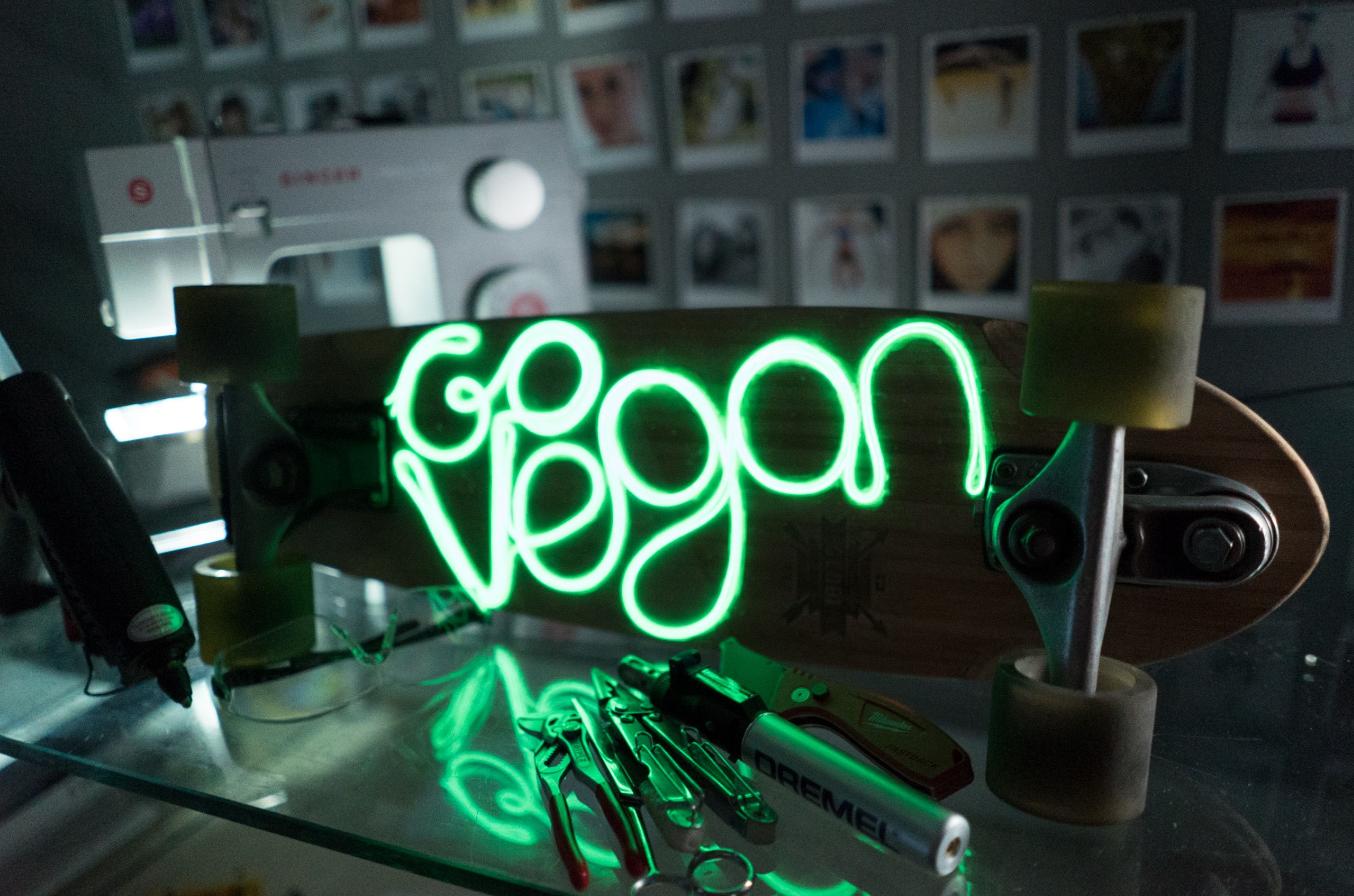
"¡Hazte vegano!", el eslogan del veganismo.

Los fundamentos del veganismo son los argumentos que llevan a las personas a adoptar el veganismo. Se los suele agrupar en cuatro categorías: argumentos éticos, ambientales, de salud y humanitarios. Muchos veganos lo son por varias razones a la vez.[cita requerida]
Los argumentos morales provienen de un amplio rango de perspectivas. En general se fundan en el rechazo del especismo debido a la imposibilidad de encontrar diferencias morales relevantes entre animales humanos y no humanos. Desde el utilitarismo, el argumento básico es que adoptar el veganismo minimiza la muerte y el sufrimiento. Desde la deontología, el principal argumento es que los animales son seres sintientes y por lo tanto debemos tener en cuenta sus intereses.[cita requerida] En adolescentes, adoptar el veganismo por razones morales puede provocar un bajo interés en el conocimiento de los aspectos nutricionales. Asimismo, el veganismo no evita que se produzcan muertes y sufrimiento de animales: existe una gran sensibilidad hacia los animales domésticos, pero el enorme impacto negativo sobre los animales silvestres de las técnicas agrícolas, necesarias para sustentar las dietas veganas, se vuelve «invisible» y poco emotivo. Por otro lado, descubrimientos realizados durante los últimos años sugieren que las plantas también son seres «sintientes», capaces de sentir estrés de manera similar a los animales y comunicarse amplia y activamente, por lo que diversos autores opinan que debería considerarse su dignidad como seres vivos.
Los argumentos ambientales apuntan al enorme impacto negativo de la ganadería y otras formas de explotación animal sobre el medio ambiente. La mayor parte de la deforestación a nivel mundial se debe a la quema de árboles para hacer espacio a la ganadería. La ganadería es además una gran emisora de metano y otros gases de efecto invernadero. La sobrepesca para alimentar humanos y ganado atenta contra la biodiversidad marina. Además, 77% de la tierra agrícola se utiliza para pastoreo o para cultivo de alimento para animales. La agricultura tiene una enorme repercusión negativa sobre la Tierra; provoca la reducción de la superficie disponible para la vida silvestre, destruye gran número de insectos, plantas y animales, tanto directamente en la preparación de los terrenos y mediante el uso de plaguicidas u otros métodos para defender los cultivos (incluyendo envenenamientos y caza a tiros), como por la contaminación de las aguas por los fertilizantes y los plaguicidas, y sus efectos negativos sobre la cadena alimenticia. Todo ello provoca una pérdida de biodiversidad, que no se reduce ni siquiera en aquellos países que valoran y protegen la naturaleza. La agricultura es también una importante fuente de contaminación del aire y de gases que contribuyen al efecto invernadero y la lluvia ácida.
Los argumentos de salud señalan los beneficios para la salud de adoptar una dieta vegana y los perjuicios para la salud de consumir productos de origen animal. Los principales beneficios son una reducción en el riesgo de contraer enfermedad coronaria, diabetes tipo 2, hipertensión, obesidad y ciertos tipos de cáncer. No obstante, los efectos beneficiosos sobre la salud no son exclusivos de la dieta vegana sino que también se logran con otro tipo de dietas, incluyendo la dieta mediterránea, la dieta baja en carbohidratos / alta en proteínas y la dieta vegetariana. Además, el riesgo de graves deficiencias nutricionales puede anular estos beneficios para la salud. Los argumentos de salud, de por sí, no implican el rechazo de la explotación animal para vestimenta, transporte, entretenimiento, etc.
Los argumentos humanitarios enfatizan los beneficios para la humanidad de adoptar el veganismo.[cita requerida] El principal argumento es que las dietas basadas en plantas son más sostenibles que las dietas ricas en productos animales, puesto que utilizan menos recursos naturales y provocan menor impacto en el medio ambiente. Por lo tanto pueden ayudar a combatir la desnutrición y garantizar la seguridad alimentaria a más personas.[cita requerida] Además, la producción y el consumo de productos de origen animal fueron y son la causa de diversas enfermedades zoonóticas, epidemias e incluso pandemias.

## Argumentos morales

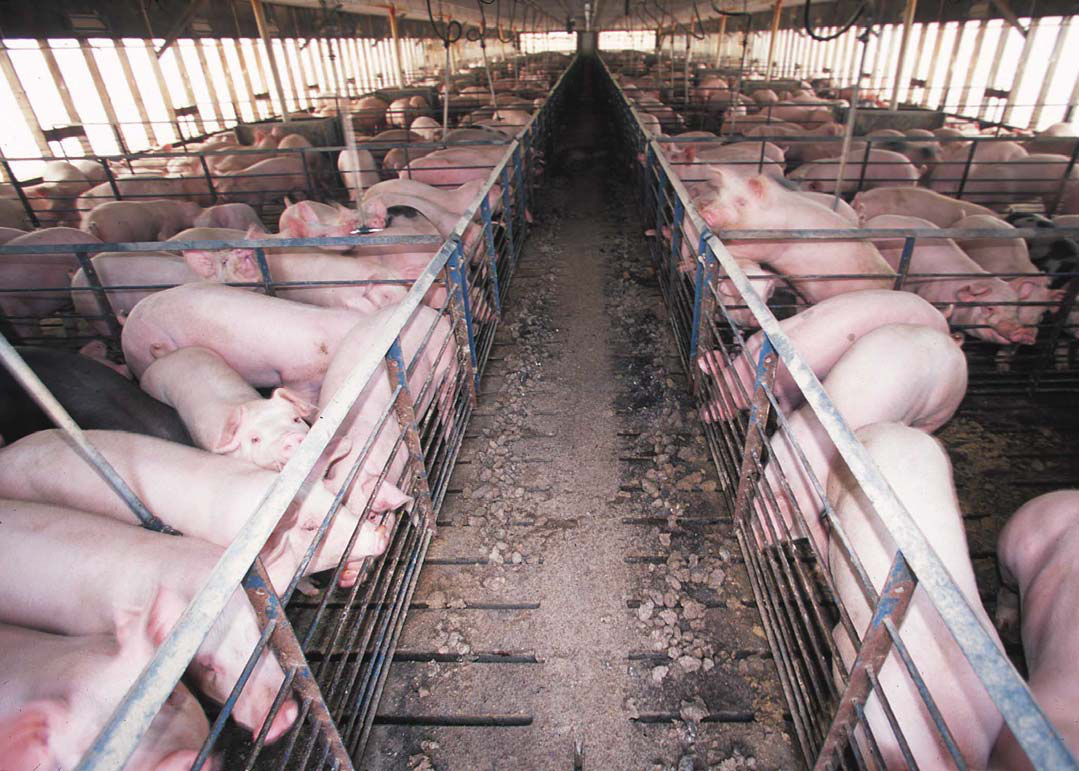
En algunas formas de cría intensiva la densidad de animales es elevada y su espacio restringido.

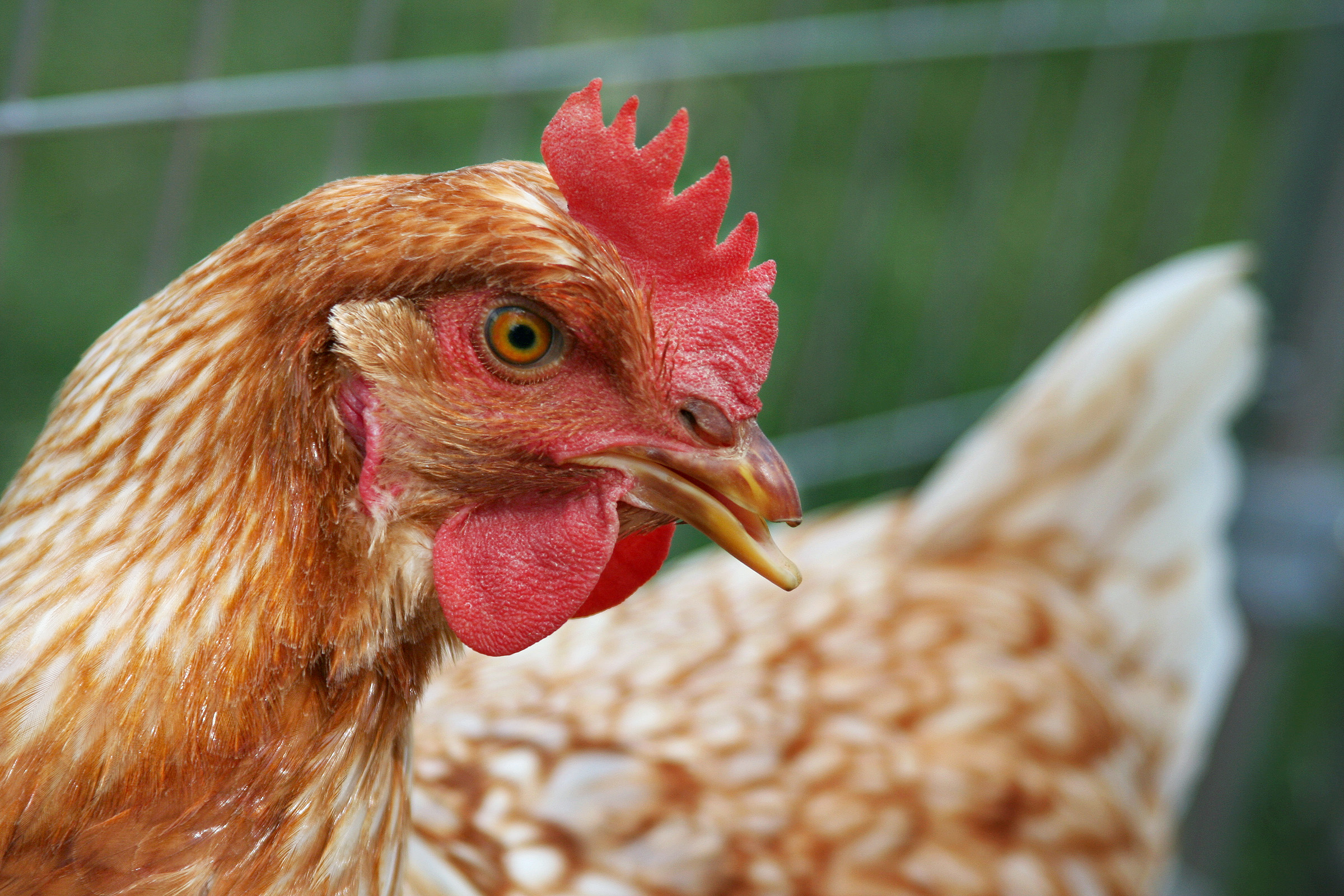
A los pollos y gallinas se les despunta el pico a temprana edad, para evitar que se hieran a picotazos.

Muchos veganos rechazan el uso de productos y servicios animales por respeto a los demás animales como seres sintientes. El veganismo también es una reacción al especismo. Otro argumento ético es que la explotación y sacrificio de animales causan daños que exceden su beneficio. En adolescentes, la adopción del veganismo por razones éticas puede provocar un bajo interés por los aspectos nutricionales.
Gary Francione sostiene que «todos los seres, en tanto sensibles, aunque sea deberían tener un derecho: a no ser tratados como propiedades» y que la adherencia al veganismo debe ser el inequívoco punto de partida de aquellos que ven a los otros animales como poseedores de un valor moral que les es intrínseco.
Peter Singer argumenta que, desde una perspectiva utilitarista, no hay justificación moral o lógica para no considerar el sufrimiento de los animales en las decisiones éticas, la capacidad de sentir es «el único límite justificable de la preocupación por los intereses del otro» y la matanza de animales se debe rechazar cuando no sea por razones de supervivencia.
Tom Regan sostiene que los animales poseen valor por sí mismos puesto que son —según su terminología— «sujetos de una vida».[cita requerida] Este concepto extiende el concepto filosófico de sujeto, entendiendo que los animales son «actores de sus actos» por decisión o voluntad y por lo tanto son «seres» en el sentido presocrático de «entidad capaz de definirse a sí misma frente a un medio capaz». Según este postulado los animales tienen creencias[cita requerida] y deseos, una vida emocional, memoria y la capacidad de iniciar acciones para lograr sus objetivos; en consecuencia estos objetivos han de ser vistos como propósitos. Regan sostiene que los animales tienen derecho a no ser heridos y que tal derecho puede ser anulado por otros principios morales válidos, pero que las razones aducidas para lastimarlos: conveniencia, intereses económicos de los ganaderos o por simple gusto, no son razones de peso.
El veganismo también causa muerte y sufrimiento animal, ya que el uso de pesticidas y otras técnicas modernas de agricultura cuestan la vida de innumerables animales silvestres. Sin embargo, la cantidad de animales muertos por persona es mucho menor bajo una dieta vegana, y las muertes accidentales podrían ser de una naturaleza moral diferente a las muertes intencionales.
Por otro lado, muchos descubrimientos realizados durante los últimos años sugieren que las plantas también son seres «sintientes», capaces de sentir estrés de manera similar a los animales y comunicarse amplia y activamente.

### Argumento de casos marginales
El argumento de casos marginales, también conocido como argumento de la superposición de especies, es un argumento sobre el estado moral de los animales no humanos. Sus defensores, los partidarios de los derechos animales, sostienen que si algunos individuos de la sociedad humana como bebés, niños, seniles, comatosos e incapaces cognitivos tienen una condición moral particular, entonces los animales no humanos deberían tener una condición moral similar, ya que no hay características morales relevantes que los diferencien. La condición moral en cuestión puede ser el derecho a no ser asesinados, torturados, o a ser tratados de una manera determinada.
El argumento de casos marginales cuestiona la existencia de alguna característica empíricamente comprobable y moralmente relevante que todos y solo los seres humanos posean, y por lo tanto trazar una distinción moral entre animales humanos y NO humanos sería discriminación especista. Dentro de muchas posiciones morales los bebés, niños o comatosos son considerados pacientes morales, en el sentido de que a pesar de no tener facultades para actuar moralmente (y por lo tanto, no entrar dentro del criterio para ser considerados miembros del grupo que se beneficia de la conducta moral del grupo), su cuidado sí trae beneficios para el grupo. Así, el cuidado de los bebés permite la subsistencia del grupo, y el cuidado de los comatosos deviene en un alivio emocional a sus familiares. No obsta a lo anterior el reconocimiento que la obligación de comportamiento moral no se limita a seres humanos, así la conducta de los miembros de un grupo se debe ajustar a las normas morales para no dañar las propiedades de los otros miembros (por ejemplo un automóvil), siempre que dicha acción conlleve un perjuicio objetivo para su propietario, cuando este tiene la calidad de agente moral.
El argumento de casos marginales es considerado por los opositores del especismo como uno de sus mejores argumentos contra el antropocentrismo y a favor del sensocentrismo como cosmovisión moral o ética.

### Abolicionismo contra bienestarismo
En el movimiento vegano existe una corriente abolicionista y una corriente benestarista. El abolicionismo es una aproximación más deontológica que busca la abolición inmediata de toda forma de explotación animal, mientras que el bienestarismo es una aproximación más utilitarista o consecuencialista que acepta el cambio gradual y busca mejorar las condiciones de vida de los animales hasta lograr su liberación.
Gary Francione sostiene que la búsqueda de mejores condiciones para los animales en vez de la abolición de su uso, es semejante a un «delincuente caballeroso» que ataca a sus víctimas sin golpearlas; pero que igual las perjudica. Procurar el bienestar de los animales no nos aleja del paradigma de que los animales son propiedad en tanto cosas, tal paradigma sólo sirve para que la gente se sienta cómoda al usarlos.
En cambio, Peter Singer apoya lo que se conoce como «la excepción de París»: si usted está en un restaurante caro, y se le permite comer lo que quiera gratuitamente y, sin embargo, no hay comida vegana, pues coma la vegetariana. El apoyo de Singer a «la excepción de París» genera la división entre el movimiento en pro derechos de los animales, separación que se ve reflejada en la brecha existente entre el proteccionismo —representado por Singer y por PETA—, quienes dicen que el cambio es posible de manera gradual; y entre el abolicionismo —representado por Regan y Francione— quienes sostienen que la reforma que busca el bienestar de los animales sólo sirve para convencer al público de que el uso de animales es moralmente correcto.
En 2006, el proteccionista Bruce Friedrich, director general de políticas de Farm Sanctuary, sostuvo que seguir el veganismo de manera estricta se centra en la pureza personal, en vez de enfocarse en fomentar en las personas el evitar la mayor cantidad posible de productos de origen animal; esto no es estrictamente vegano porque perjudica a los animales. Para Francione, esto es parecido al argumento que las violaciones a los derechos humanos nunca serán eliminadas, no debemos pretender detener estas violaciones sólo en situaciones controladas. Continúa diciendo que, en aras de evitar un escándalo, no preguntarle a un dependiente la composición de algo que queremos comprar, refuerza la idea de que los derechos morales de los animales son un asunto de conveniencia. Por esto Francione deduce que el proteccionismo falla incluso en sus propios términos de consecuencialismo.

### Sintiencia de las plantas
Muchos descubrimientos realizados durante los últimos años sugieren que las plantas también son seres sintientes, si bien no hay pruebas científicas de que sientan dolor. Esta emergente área científica se denomina neurobiología de las plantas. Las similitudes a nivel celular entre animales y plantas son mucho mayores de lo que se suponía. Por ejemplo, se ha demostrado que las plantas son capaces de comunicarse amplia y activamente. Detectan numerosos parámetros de su entorno, pueden elegir entre diferentes posibilidades y cambiar su comportamiento en consecuencia. Sienten diversos tipos de estrés, de forma similar a los animales, y reaccionan a nivel molecular, celular, de órgano, de organismo o de grupo. A un nivel rudimentario, sus raíces pueden distinguir entre el «yo» y el «no-yo». Según la interpretación de Linconln Taiz y col. sobre los descubrimientos del neurocientífico Todd Feinberg y del biólogo evolucionario Jon Mallat en 2019 sobre las estructuras y funciones cerebrales mínimas requeridas para la conciencia en los animales, es extremadamente improbable que las plantas posean consciencia. Taiz y col. apuntan que los "neurobiólogos de plantas" pasan por alto el grado de complejidad funcional y estructural que los cerebros animales lograron mediante la evolución para que pueda emerger el fenómeno de la consciencia.
Actualmente, no hay consideraciones éticas hacia las plantas ni conciencia de ningún problema, una actitud que algunos expertos consideran cada vez más difícil de justificar. Filósofos, expertos en ética, biólogos moleculares y científicos del Ethics Committee on Non-Human Biotechnology (ECNH) han tratado de elaborar la base ética para atribuir dignidad a las plantas. Basándose en los recientes descubrimientos, plantean este derecho, de la misma manera que en el caso de los animales. Este comité concluye que las plantas son seres vivos, deben ser respetadas y no deben ser tratadas de una manera completamente arbitraria, si bien este derecho a la dignidad no debe reducir o limitar su uso; el bien o los intereses de una planta deben sopesarse contra los intereses de los seres humanos.
En 2004, una ley suiza sobre tecnología genética ordenó que la dignidad de todas las criaturas debía ser considerada en la investigación, incluidas las plantas. Para la solicitud de subvenciones, los biólogos suizos deben garantizar en sus propuestas que tienen en cuenta la dignidad de las plantas. Esta ley ha sido muy criticada por la falta de definición de lo que realmente significa dignidad de las plantas.
Algunos autores creen que esta actitud es el primer paso en el camino a la «tierra del absurdo» y una nueva frontera para los activistas extremos. Por ejemplo, de la misma manera que ya tenemos huevos de gallinas en libertad (freedom eggs), se podría pretender pan o galletas hechas de trigo cultivado sin competencia ni otros tipos de estrés (freedom bread o freedom cookies). Actualmente, se satiriza con el lema «ensalada es asesinato» en sketches televisivos y camisetas.

## Argumentos ambientales
Muchos veganos lo son por razones ambientales. La captura o cría industrial de animales es perjudicial para el medio ambiente y además insostenible. Las dietas basadas en plantas son más sostenibles que las dietas ricas en productos animales, puesto que utilizan menos recursos naturales y provocan menor impacto en el medio ambiente.
A nivel global, la ganadería es una de las principales causas de pérdida de biodiversidad, de emisión de gases de efecto invernadero y, probablemente, la principal fuente de contaminación del agua en los países desarrollados y en vías de desarrollo. Los pastos ocupan un 26% del total de la superficie terrestre libre de hielo y aproximadamente el 34% de las tierras cultivadas corresponde a alimentos para el ganado (cultivos forrajeros). La suma de pastizales y cultivos forrajeros representa casi el 80% de los terrenos destinados a actividades agropecuarias.
La agricultura en general tiene una enorme repercusión negativa sobre la Tierra; provoca la reducción de la superficie disponible para la vida silvestre, destruye gran número de insectos, plantas y animales, tanto directamente en la preparación de los terrenos y mediante el uso de plaguicidas u otros métodos para defender los cultivos (incluyendo envenenamientos y caza a tiros), como por la contaminación de las aguas por los fertilizantes y plaguicidas, y sus efectos negativos sobre la cadena alimenticia. Todo ello provoca una pérdida de biodiversidad, que no se reduce ni siquiera en aquellos países que valoran y protegen la naturaleza. Asimismo, los insecticidas, herbicidas y fungicidas contaminan el agua dulce con compuestos carcinógenos y otros venenos que, además de afectar a muchas formas de vida silvestre, perjudican la salud de los seres humanos. La agricultura es también una importante fuente de contaminación del aire y de gases que contribuyen al efecto invernadero y la lluvia ácida.
A pesar de los evidentes problemas ambientales que tiene el sistema actual de producción de alimentos de origen animal, algunos autores cuestionan que una dieta vegana sea la mejor opción desde un punto de vista ambiental. Un estudio que simuló 10 escenarios mundiales de «dietas sanas» encontró que una dieta lactovegetariana tenía la mayor capacidad de carga y que dos escenario omnívoros tenían mayor capacidad de carga que una dieta vegana. Un artículo de 2017 contempló un escenario sin productos animales en donde la reducción de gases de invernadero era de 2.6%, pero resultó en una población con exceso calórico y deficiencias nutricionales. Así como poner en duda el principio de «menor impacto posible» en el ambiente. Actualmente la producción animal, en sus múltiples formas, desempeña un papel integral en el sistema alimentario, haciendo uso de tierras marginales, convirtiendo los coproductos en productos comestibles, contribuyendo a la productividad de los cultivos y convirtiendo los cultivos comestibles en alimentos altamente nutritivos y ricos en proteínas. Mejoras modestas en la eficiencia del uso de piensos pueden reducir la expansión adicional de terrenos.

### Recursos naturales y medio ambiente

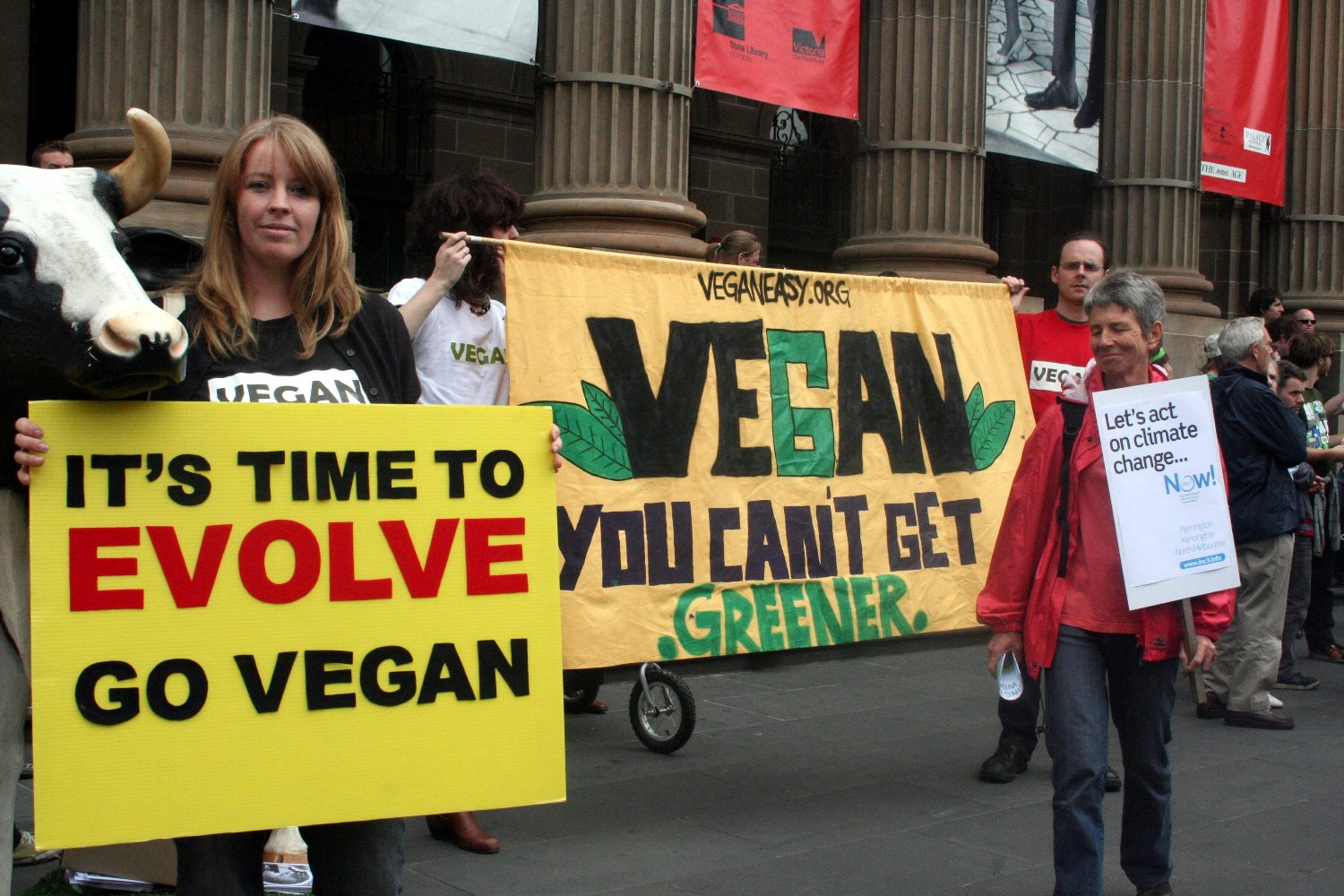
Activistas veganos junto a una vaca manifestándose durante la celebración del COP15 Copenhague 2009.

Los veganos ambientalistas se centran más en la conservación que en los derechos de los animales. Rechazan el uso de productos de origen animal sobre la premisa de que las prácticas como la agricultura industrial, la pesca y la caza son ecológicamente insostenibles. Paul Watson dijo en 2010 que todos los barcos de la Sea Shepherd Conservation Society son veganos por razones ambientalistas, ya que, según afirma: «el 40% de los peces capturados en los océanos son utilizados para alimentar al ganado. Los cerdos y los pollos están convirtiéndose en los principales depredadores acuáticos». La sobrepesca y la contaminación derivadas de la elaboración de piensos están afectando de manera creciente la biodiversidad de los ecosistemas marinos.
En 2006, el ganado representaba aproximadamente el 20% del total de la biomasa animal terrestre y su alimentación demandaba el % del total de tierras cultivables. El ganado es un factor fundamental en la pérdida de especies, tanto directa como indirectamente, aunque son datos muy difíciles de cuantificar. En los pastizales interactúa con la vida silvestre, con frecuencia negativamente, otras veces positivamente. El ganado contribuye a mantener en su estado natural algunos de los ecosistemas de pastizales abiertos, pero las preocupaciones de índole sanitario son una nueva amenaza para la vida silvestre.
La expansión de los terrenos dedicados a pastos con frecuencia es a expensas de los bosques.
Las emisiones de amoníaco y la contaminación del agua derivadas principalmente de la cría industrial comprometen la biodiversidad, especialmente en el caso de la vida acuática. Hay una tendencia creciente a arrojar al agua los desechos animales en vez de ser devueltos a la tierra, lo que a su vez priva a la tierra de una fuente de nutrientes. Asimismo, el ganado es un impulsor y facilitador de las invasiones de especies exóticas.
El informe titulado «La larga sombra del ganado: problemas ambientales y opciones», publicado en noviembre de 2006 por la Organización de las Naciones Unidas para la Alimentación y la Agricultura, vincula a las actividades pecuarias industrializadas con los daños al medio ambiente. En este informe se llegó a la conclusión de que la actividad pecuaria tiene un impacto en varias esferas del medio ambiente: el cambio climático y el aire, la tierra y el suelo, el agua y la biodiversidad. Según el informe, el sector ganadero presenta un componente significativo total de aproximadamente un 9% de las emisiones antropogénicas globales de dióxido de carbono (CO2). Sin embargo, estas cifras totales tienen un grado considerable de incertidumbre, particularmente las emisiones del sector UTCUTS (Uso de la Tierra, Cambio de Uso de la Tierra y Silvicultura) son extremadamente difíciles de cuantificar y los valores reportados a la CMNUCC (Convención de las Naciones Unidas sobre Cambio Climático) para este sector se consideran poco fiables.[cita requerida] El sector pecuario también es responsable de emisiones antropogénicas de: metano (CH4) entre el 35 al 40%, óxido nitroso (N2O) en un 65% y de amoníaco (NH3) en un 64%. En junio de 2010 un reporte del Programa de las Naciones Unidas para el Medio Ambiente, dice que se requiere un cambio hacia una dieta sin derivados lácteos para librar al mundo del hambre, la escasez de combustible y del cambio climático.
No obstante, las emisiones de gases de efecto invernadero no se limitan a la cría de animales. Los cultivos como el arroz también tienen efectos en el medio ambiente. En un estudio de sobre una simulación de utilización del suelo para diversas dietas para el estado de Nueva York, realizado en el 2007 por la Universidad de Cornell, se concluyó que a pesar de que las dietas vegetarianas utilizan la menor cantidad de tierra per cápita, y que una dieta baja en grasas que incluya un poco de carne y lácteos —menos de 57 g de carne o huevos por día, marcadamente menor que el consumo promedio estadounidense—, utiliza la misma cantidad de tierra disponible que algunas dietas vegetarianas ricas en grasas y que podrían alimentar a un número ligeramente mayor de personas; ya que los cultivos de forraje son realizados en tierras de menor calidad que los destinados al consumo humano.

### Impacto ambiental de la ganadería
La ganadería es una de las actividades humanas con mayor impacto ambiental, dado que representa la primera causa de desforestación y contribuye de forma decisiva a la pérdida de biodiversidad, el cambio climático, la contaminación y eutrofización de las masas de agua y a la degradación del suelo. En determinados contextos locales podría tener no obstante un impacto positivo limitado.
Mundialmente, la ganadería ocupa el 70% de todas las tierras usadas en agricultura, que representan el 30% de la tierra libre de hielo de la Tierra. El 18% de gases de invernadero antropogénicos se podrían deber a las emisiones de la ganadería y actividades relacionadas, tales como la deforestación para establecer zonas de pasto, la erosión del suelo o el sobrepastoreo y el incremento de prácticas intensivas de consumo de combustibles. Las atribuciones específicas del sector ganadero incluye: 9% de las emisiones globales de CO2, 35-40% de las emisiones globales de metano (principalmente debido a fermentaciones entéricas y al estiércol) y 64% de las emisiones globales de óxido nitroso, principalmente debido al uso de fertilizante. Los caminos de acceso también facilitan la destrucción del hábitat y su conversión para formar potreros. Este problema es especialmente grave en las fincas de ganado que se implementan en el bosque húmedo tropical de América Latina, como la cuenca del Amazonas, y no es sostenible a corto plazo.
Otro problema es la desertización. Las fincas de ganado que se establecen en terrenos de pasto naturales, normalmente requieren un control constante de su capacidad para prevenir el pastoreo excesivo durante los años secos. El ganado doméstico inevitablemente debe tomar agua todos los días; por eso es difícil evitar el pastoreo excesivo alrededor de las fuentes de agua. Entonces, el potencial de la utilización del ganado salvaje debe ser estudiado durante la preparación del proyecto, porque no requiere agua todos los días, no sufre picadura de la mosca tsetsé, ni de los insectos, como sucede con el ganado bovino; en consecuencia, no existe ninguna necesidad de insecticida; comen una variedad más amplia de vegetación y también mordisquean, por eso pueden dar más productos, a mediano y largo plazo, que el ganado bovino.

### Animales muertos durante la cosecha de cultivos
En 2001, el profesor de ciencia animal de la Universidad de Oregón, Steven Davis, argumentó que una dieta basada en plantas puede causar más muertes que una dieta con rumiantes alimentados con pasto. Sobre la base de un estudio que contabilizó que la población ratones de campo se redujo en un 25% por hectárea después de la cosecha (incluyendo migración y mortalidad natural), Davis estimó que diez animales por hectárea resultan muertos cada año por actividades de agricultura. Luego calculó que si se utiliza la totalidad de los 490 000 km² de tierra cultivable del territorio continental de los Estados Unidos para una dieta vegana, cerca de 500 millones de animales morirían anualmente. Pero si la mitad de esas tierras se utilizan como tierra de pastoreo para rumiantes, y suponiendo que la totalidad de la población mundial consuma carne, estimó que sólo morirían 900 000 animales por año. Por lo tanto, de acuerdo al principio del menor daño, debemos cambiar a una dieta a base de carne de rumiante en lugar a una dieta basada en vegetales. En 2005, el filósofo George Schedler también sostuvo que es necesario incorporar animales de pasturas a nuestra dieta para minimizar el daño.
En 2003, Gaverik Matheny objetó que Davis calculó mal el número de animales muertos, basando sus cifras en la cantidad de tierra en vez de la cantidad de consumidores y que limitó su análisis a los rumiantes alimentados con pasto, en lugar de los animales levantados en criaderos a escala industrial. Dijo además que Davis equiparó vida con calidad de vida, centrándose en las cifras en lugar de incluir en sus cálculos el daño causado a los animales criados para la producción de alimentos, daños que incluyen el dolor del marcado, descornado y castración, una vida de reclusión, transporte sin comida y agua hacia un matadero.
En 2008, otro filósofo, Andy Lamey, también sostuvo que el cálculo hecho por Davis de las muertes relacionadas con la cosecha era defectuoso. Se basó en dos estudios: uno que incluyó las muertes por depredación, que, según él, son moralmente inobjetables por no estar relacionadas con las acciones humanas. Otro fue sobre el cultivo de la caña de azúcar, que según Lamey tiene poca relevancia en relación con las muertes accidentales, que son éticamente diferentes a las intencionales y que si Davis incluye las muertes accidentales al costo moral del veganismo, también debe incluir las muertes humanas provocadas accidentalmente por su dieta propuesta, la cual, según Lamey «deja a Davis, en vez de a Regan, con el argumento menos plausible».

## Argumentos de salud
Las dietas veganas bien planificadas pueden reducir el riesgo de desarrollar ciertas enfermedades, tales como la enfermedad coronaria, la diabetes tipo 2, la hipertensión, ciertos tipos de cáncer y la obesidad. Tienden a ser más ricas en fibra dietética, magnesio, ácido fólico, vitamina C, vitamina E, potasio y fitoquímicos; y más bajas en calorías, grasa saturada y colesterol.
Las dietas veganas son consideradas apropiadas para todas las etapas de la vida por la Academia de Nutrición y Dietética de Estados Unidos y la Asociación de Dietistas de Canadá. La Sociedad Alemana de Nutrición no las recomienda en niños, adolescentes o durante el embarazo y la lactancia, y la Agencia Española de Consumo, Seguridad Alimentaria y Nutrición las desaconseja en lactantes y niños de corta edad, y advierte del riesgo en las mujeres embarazadas.
Los efectos beneficiosos sobre la salud, como la mejora de las condiciones metabólicas en personas con diabetes tipo 2, no son exclusivos de la dieta vegana sino que también se logran con otros tipos de dietas, como la dieta mediterránea, la dieta baja en carbohidratos / alta en proteínas y la dieta vegetariana. Además, los riesgos para la salud de una dieta vegana mal planificada pueden cancelar estos beneficios.

### Riesgos para la salud
El nutriente más crítico en las dietas veganas es la vitamina B12. Solo los alimentos de origen animal contienen cantidades suficientes de vitamina B12 para los seres humanos. La deficiencia de esta vitamina es muy frecuente entre los veganos que no consumen un suplemento de vitamina B12, lo cual puede provocar trastornos neurológicos potencialmente irreversibles, retraso psicomotor, alteraciones vasculares tempranas, un aumento del riesgo de desarrollar enfermedades relacionadas con la ateroesclerosis y, si no es tratada, la muerte.
Como resultado de la eliminación de todos los productos de origen animal, las dietas veganas también pueden provocar carencias de vitamina D, calcio, ácidos grasos omega-3, hierro y zinc. Estas deficiencias solo se pueden prevenir mediante la elección de alimentos fortificados o la toma regular de suplementos dietéticos, para lo cual es esencial una educación y evaluación personalizada por parte de los profesionales en nutrición. Tanto padres como adolescentes pueden carecer de los conocimientos necesarios para una correcta planificación de la dieta vegana.
Los veganos suelen presentan menor masa ósea y tienen un riesgo de fracturas un 30% mayor debido a su menor consumo medio de calcio.
Los riesgos de carencias nutricionales y consecuencias graves sobre la salud son especialmente importantes durante el embarazo, en los bebés y en los niños, que en algunos casos han provocado la muerte. Asimismo, los niños que siguen dietas veganas son en general más pequeños. Otras complicaciones documentadas en niños incluyen raquitismo, escorbuto y kwashiorkor.

## Argumentos humanitarios
Se proyecta que la población humana siga aumentando hasta los 11 mil millones de personas. Sin embargo, la mayoría de la tierra cultivable ya está siendo cultivada y aun así existen millones de personas desnutridas. Una parte del problema se puede resolver con un mejor uso y distribución de los alimentos disponibles, ya que un gran porcentaje de los alimentos producidos se desperdician.[cita requerida] Sin embargo, incluso así la producción de alimentos no sería suficiente para alimentar a la población inminente.[cita requerida] Por lo tanto, para reducir y eliminar la desnutrición, es necesario un uso más eficiente de la tierra. Esto se puede lograr mediante una intensificación de los métodos predominantes de agricultura y ganadería (más fertilizantes, más pesticidas, más modificaciones genéticas, más hacinamiento de animales, etc.) o mediante la adopción de una dieta que requiera menos tierra por persona. De estas dietas, la dieta vegana es una de las más eficientes, si no la más eficiente.

### Zoonosis
Una zoonosis (del griego: ζῷον, animal, y νόσος, enfermedad) es una enfermedad infecciosa que ha pasado de un animal a humanos (o viceversa). Algunos investigadores definen las zooantroponosis como aquellas enfermedades que el ser humano contagia a los animales y las antropozoonosis las enfermedades que los animales contagian al ser humano, y cuando se da de manera bidireccional y de igual magnitud se lo llama anfixenosis.
Estas enfermedades pueden ser producidas por virus, bacterias, hongos y parásitos. De los 1415 patógenos humanos conocidos en el mundo, el 61% son zoonóticos y, por lo tanto, tienen relación directa con las actividades de la salud pública veterinaria.